# Obestatina
La obestatina es una hormona peptídica formada por 23 aminoácidos, derivada de la preprogrelina, codificada por el gen GHRL
ghrelin y obestatina prepropeptido.
Su función principal es la regulación del apetito, la modulación de la proliferation celular, 

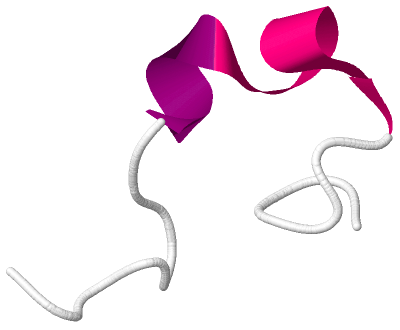
Obestatina.

El nombre de obestatina proviene de la palabra obeso (derivada del latín “obedere”), que significa devorar y estatina que indica una erradicación.
Esta hormona se segrega principalmente en el tracto digestivo y se distribuye ampliamente en todo tipo de órganos y tejidos así como los testículos, el músculo esquelético, el tejido adiposo, los pulmones, el hígado y las glándulas mamarias.
La obestatina juega un papel muy importante en la regulación del apetito. Tiene capacidad de supresión de la ingesta de alimentos y agua, provocando la reducción del peso corporal, además de participar en el control de la glucemia, liberando insulina, y la supervivencia de células beta del páncreas.

## Historia
La obestatina fue descubierta por el investigador Jian V. Zhang en 2005, como un oponente fisiológico de la ghrelina, que inhibe la ingesta de alimentos, el aumento de peso, la contractilidad del yeyuno y el vaciamiento gástrico.
Ésta hormona se halló por primera vez en el jugo gástrico de una rata, aunque posteriormente se demostró que aunque es éste el principal lugar en el que se produce, también ha sido encontrada en las diferentes partes del tracto gastrointestinal. El descubridor de la obestatina probó que se encontraba en los islotes pancreáticos, concretamente en la región periférica, al lado de la glicina.
El primer estudio que llevó a cabo Zhang mostró la capacidad de reducción, de la obestatina, en el vaciamiento gástrico y la aptitud contràctil del yeyuno. Posteriormente, en 2006, el científico Gourcerol demostró que la hormona estudiada, al ser inyectada a las ratas, no afectaba a su capacidad motora gástrica, si se encontraban en ayunas. Sin embargo, Ataka, en 2008, contrarresta esta idea manifestando su función inhibidora sobre esta actividad motriz del intestino, estando las ratas alimentadas.
Los diferentes resultados obtenidos pueden ser explicados por las diferencias de condiciones en las que se realizan los experimentos, concretamente la vía de administración de la obestatina y el estado de alimentación y conciencia de los roedores.

## Estructura
La obestatina está formada por 23 

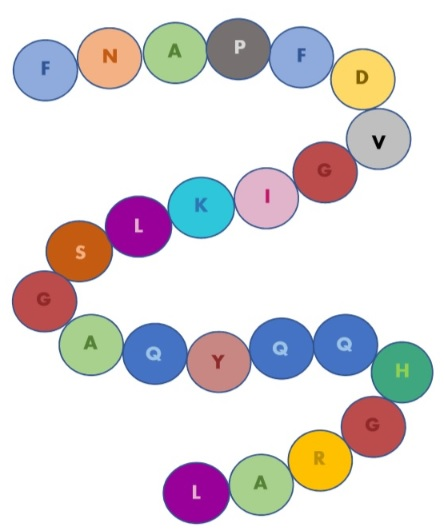
Estructura primaria de la obestatina, formada por 23 aminoácidos.

aminoácidos (por sus siglas son: F N A P F D V G I K L S G A Q Y Q Q H G R A L) y tiene un residuo de glicina que se mantiene en su extremo.

Está codificada por el  gen GHRL el mismo que se encarga de la codificación de la hormona grelina. La secuencia codificante de la obestatina se presenta a través de una transcripción a la que le falta la región codificadora de grelina, y que se encuentra en la preprogrelina, compuesta por 117 aminoácidos. Por medio de un proceso de splicing alternativo, o como consecuencia de ciertas modificaciones postraduccionales, surgen ambas hormonas (desacil ghrelina y obestatina).
La existencia de la obestatina se propuso en 2005, después de distintos análisis genómicos comparativos. Esta molécula tiene una estructura secundaria regular en la región C-terminal que deriva de la molécula preprogrelina. En esta región terminal se ha observado un grupo amida y se cree que éste tiene importancia a nivel funcional. La obestatina también puede unirse al receptor GPR39 selectivamente, modulando así la proliferación celular, pero este hecho aun no está confirmado y trae cierta polémica. Éste receptor pertenece a la misma familia que el receptor de la grelina (GHS-R1a).
La estructura tridimensional se ha podido determinar gracias a la combinación de técnicas como la RMN, dicrosomo circular (CD) y técnicas de modelado. La determinación de la estructura de ésta hormona peptídica se ha realizado en un medio micelar, para así simular el efecto de la membrana celular.  Algunos estudios demuestran que la obestatina tanto la de ratón, como la humana, adopta una estructura hélice alfa.

## Funciones en el organismo
El rol biológico exacto de la obestatina sigue siendo profundamente analizado. La mayoría de funciones descubiertas han sido producto de investigación y ensayos con roedores.

### Sistema endocrino
Páncreas
La obestatina se encuentra localizada en las zonas periféricas de islotes pancreáticos de seres humanos y ratas, lo que sugiere que esta hormona tiene un rol importante en la regulación y función de células beta. Estudios en células e islotes pancreáticos humanos demostraron que la obestatina promueve la supervivencia, proliferación y reducción de la apoptosis de las células β pancreáticas y los islotes pancreáticos humanos, por lo que es un componente importante en el desarrollo de nuevas estrategias terapéuticas contra la diabetes tipo 1 y 2, enfermedades que se caracterizan por la disminución de células β, que son eliminadas mediante apoptosis.
Además, gracias a su potencial para reducir niveles de glucosa, aumentar la insulina plasmática y pancreática y preservar la masa de células beta a través de mecanismos anti apoptóticos, la obestatina demostró reducir el riesgo de diabetes en ratas adultas que fueron tratadas con estreptozocina, antibiótico empleado para provocar artificialmente diabetes mellitus en animales de laboratorio. En el páncreas de ratas, la obestatina también ejerce efectos antinflamatorios, ya que se encontró que reduce la pancreatitis al disminuir los niveles séricos de interleucina-1β proinflamatoria.
Otra función de la obestatina es mantener la homeostasis de glucosa y, por lo tanto, regular la secreción de insulina inducida por la glucosa, ya que promueve la expresión y la fosforilación del ARNm del sustrato 2 del receptor de insulina (IRS-2), que está implicado tanto en el receptor de insulina y en la señalización de GLP-1R (receptor) o en la proteína de unión al elemento de respuesta al AMPc, un regulador principal de la homeostasis de la glucosa y la supervivencia de las células beta.

### Sistema cardiovascular
En la diabetes tipo 1, la hiperglucemia es el elemento activo que conduce a disfunciones cardíacas. La hiperglucemia promueve la producción de especies reactivas de oxígeno y contribuye a la fibrosis cardíaca y disfunciones contráctiles. Estudios realizados en ratas diabéticas tratadas con estreptozocina (STZ) muestran que la obestatina tiene un efecto beneficioso muy significativo contra las alteraciones de la contractilidad y la respuesta ß-adrenérgica en el corazón de los roedores, lo cual se asoció principalmente con la capacidad de la obestatina para regular la transcripción de los receptores adrenérgicos ß1 y α-MHC ; este efecto protector estuvo acompañado por la capacidad de restablecer el equilibrio oxidativo y promover la fosforilación / modulación de AMPK y quinasas pro-supervivencia tales como Akt (en inglés) (proteína kinasa B), ERK1 / 2 y GSK3ß.

### Sistema nervioso central
Regulación del sueño
En estudios hechos en ratas, en las cuales se inyectó 16 μg de obestatina para medir la relación de la obestatina y el sueño, se descubrió un aumento significativo (aproximadamente el 58 %) en el tiempo empleado en el sueño sin movimientos oculares rápidos (NMOR) en la primera hora después de la inyección. Esto se debió a un aumento en el número de episodios de NMOR y una menor latencia del sueño. La actividad de onda lenta electroencefalográfica (0,5-4 Hz) también se redujo con el tratamiento con obestatina. Los resultados sugieren que el efecto promotor del sueño de la obestatina administrada centralmente puede ser parte de la manifestación conductual de la saciedad provocada por el péptido.
Memoria y ansiedad
Después de estudiar los posibles efectos de una inyección de obestatina intracerebrovesicular en ratas, relacionado la retención de memoria, un comportamiento similar a la ansiedad (con la prueba del laberinto, EPM en inglés) y la ingesta de alimentos, se observó que la obestatina induce un efecto ansiolítico.  La administración de la obestatina en el sistema nervioso central también mejoró el rendimiento en las tareas de comportamiento que evalúan el aprendizaje y la memoria, lo que sugiere que el péptido influye en los procesos que involucran al hipocampo y la amígdala.

### Ingesta alimenticia
Se sugiere que la obestatina, al contrario de su péptido asociado: Ghrelina, suprime o reduce la ingesta de alimentos, inhibe la contracción yeyunal y disminuye el aumento de peso corporal. Sin embargo, estas funciones, al igual que muchas otras siguen siendo debatidas, ya que así como varios investigadores las confirman, otros no encuentran relación alguna entre la obestatina y estos factores.

### Obestatina y enfermedades relacionadas al peso
Desórdenes alimenticios
Se ha sugerido que la obestatina, junto con otros péptidos, tienen un cierto papel en la regulación de la homeostasis energética. Estudios realizados en mujeres con peso normal, obesas y anoréxicas, a las cuales se les midió los niveles circulantes de obestatina en sangre, demostraron una relación significativa entre los niveles plasmáticos de obestatina y ghrelina, lo cual apoya la secreción simultánea de ambas hormonas del precursor común.  Los pacientes con anorexia nerviosa de bajo peso se caracterizaron por el aumento de las concentraciones de ghrelina y obestatina y una mayor proporción de ghrelina a obestatina, mientras que los niveles más bajos de obestatina plasmática fueron observados en mujeres obesas. Esto, así como el aumento de la proporción de ghrelina a obestatina en mujeres anoréxicas, puede desempeñar un papel en la regulación del peso corporal en estas patologías.
Un estudio trató de averiguar si la obestatina y grielina podían ser indicadores de diagnóstico para diferenciar la anorexia nerviosa de tipo restrictiva o si presentaba episodios de bulimia, y se halló una diferencia significativa entre los niveles de estas dos hormonas.

### Obestatina y el mecanismo de la sed
En un estudio In vivo, mediante la administración intracerebroventricular de obestatina en dos grupos de ratas (unas que tenían acceso al consumo de agua y otras no), se pudo demostrar que la obestatina inhibía el efecto de la sed. Se cree que los efectos de esta hormona en la regulación de la ingesta de alimentos en ratas pueden derivarse de la inhibición de la sed como consecuencia de su acción en el cerebro, ya que los resultados fueron más notables en la omisión de la sed. La obestatina actúa inhibiendo la sed inducida por la vasopresina, una hormona liberada desde la neurohipófisis y estimulada por la angiotensina II. Sin embargo en otro estudio con ratones no se encontró que la obestatina actuase como inhibidora la sed.

### Obestatina en el sistema digestivo
A través de un estudio in vitro se encontró que la obestatina atenuaba la actividad contráctil del yeyuno, e in vivo participaba en el retraso del vaciado gástrico, estimulando así la sensación de saciedad. Se observó también una reducción de la ingesta de alimentos y de ganancia de peso corporal, y que la administración de obestatina no amidada suponía una inhibición de ingesta de alimentos de menor proporción. K. Ataka et al. reportaron que la administración intravenosa en ratas alimentadas inhibía la actividad motora en el antro y duodeno. Por otro lado, algunos estudios sostienen que la obestatina no influye en la motilidad intestinal ni en el vaciado gástrico.

### Obestatina y proliferación celular
En un estudio se investigó el efecto de la obestatina en la proliferación celular de células hRPE, el cual dependía de la dosis administrada. En cambio, la obestatina no modificó el ciclo celular ni la vía HL-1 de cardiomiocitos, ni tampoco previno apoptosis de cardiomiocitos HGL-1.
Otro grupo, mediante el hallazgo de que en grupos tratados con obestatina había menos células que en los grupos control, concluyó que la obestatina inhibía la proliferación y diferenciación de preadipocitos 3T3-L1. También se ha estudiado la obestatina como inductora de la proliferación celular en células cultivadas de hígado y del tejido adiposo del lechón blanco.